# Mariamne III
Mariamne III (Μαριάμνη, Μαριάμμη) fou filla d'Aristòbul (fill d'Herodes) i de Berenice, i germana d'Heròdies (esposa d'Herodes Antipas). Després de la mort d'Aristòbul (6 aC), Herodes el Gran se'n va penedir i va bolcar el seu afecte en els fills del difunt. Va prometre a Mariamne amb el fill d'Antípater (fill d'Herodes), però el mateix Antípater va aconseguir que li fos donada a ell mateix en matrimoni, mentre el seu fill es va casar amb la filla de Ferores (germà d'Herodes) que anteriorment estava promesa a la filla d'Alexandre (fill d'Herodes). Com que Antípater va morir assassinat el 4 aC se suposa que Mariamne fou llavors esposa d'Arquelau de Judea (també fill d'Herodes i, per tant, el seu oncle) amb el qual fou reina. Arquelau se'n va divorciar i es va casar amb Glafira, filla del rei Arquelau de Capadòcia.